# Сорочка (женское бельё)

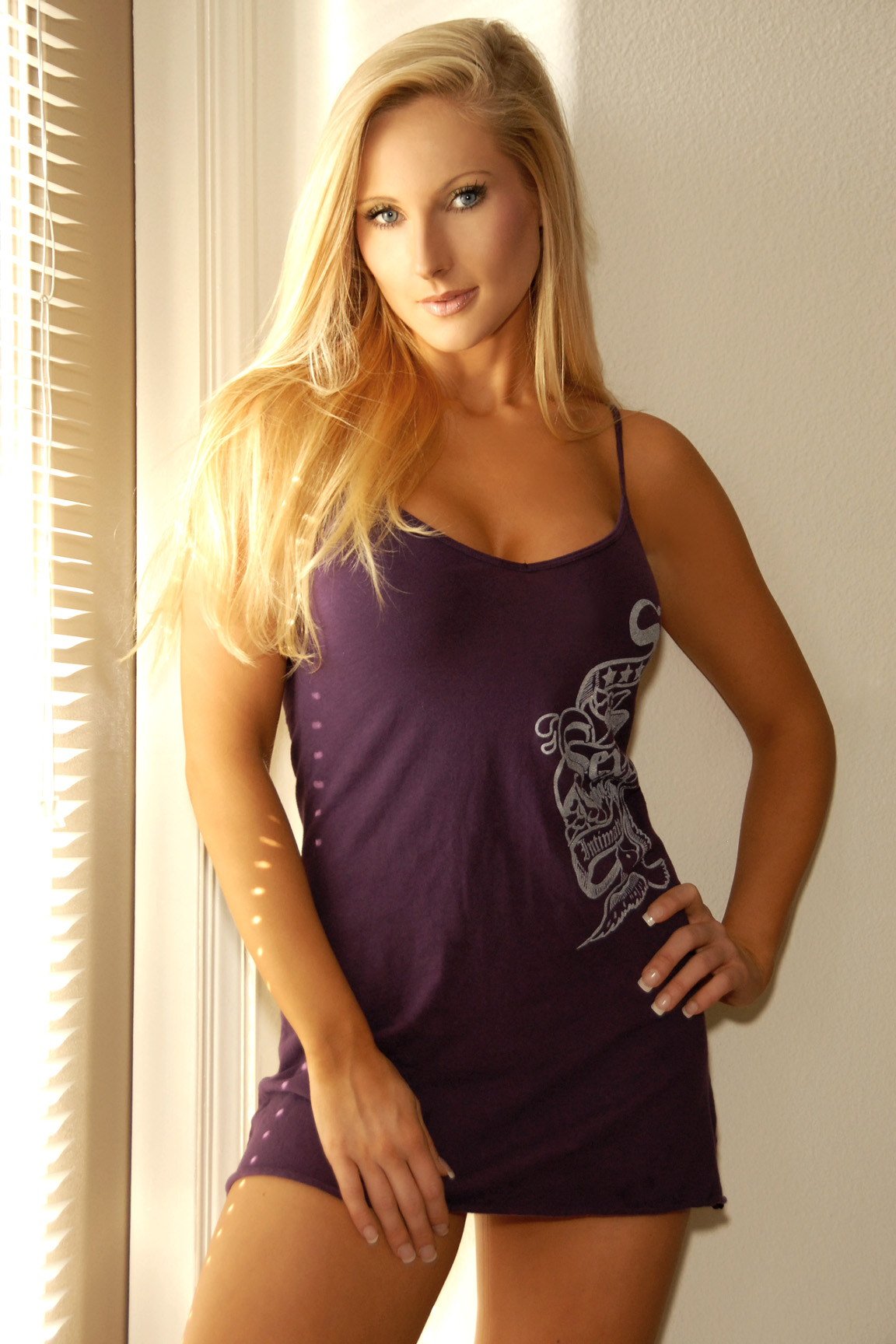
Современная женская сорочка

Женская соро́чка (от ст.‑слав. срачица, срака, сракы) — разновидность женского нижнего белья, представляет собой нательную трикотажную или тканевую сорочку на бретелях, закрывающую бёдра. Носится под платьем либо в качестве одежды для сна.

## История
Нательное бельё, как оно понимается в настоящее время, имеет недолгую историю бытования. В средние века в Европе среди высшего сословия и обеспеченной части населения распространился обычай надевать под верхнюю одежду тонкую нижнюю рубашку. Долгое время нижнюю одежду могли позволить себе лишь богатые люди. Ещё в XVI и XVII веках нижняя рубашка считалась очень дорогой вещью. Женщины, как отмечается в «Иллюстрированной энциклопедии моды» («Артия», Прага, 1988) в XVIII веке надевали корсет на голое тело, в конце столетия, в эпоху Великой Французской революции, под верхней одеждой дамы носили трико, которое плотно облегало фигуру. Первая половина XIX века ознаменована появлением рубашек, которые можно было подвергать кипячению. Рубашки подавляющей части населения все ещё оставались простыми в крое и одинаковыми по фасону для мужчин и женщин. Высшее сословие имело нательное бельё сложного кроя, сшитое из тонкой ткани. В конце XIX века женское бельё уже кроилось по-особому, отлично от мужского, и шилось из батиста, реже для него использовался шёлк. Современное бельё появилось с началом второй четверти XX века. В женском гардеробе появляются сорочки (комбинации) изящного кроя — приталенные и с узкими бретелями. Наиболее употребимым для производства женского нижнего белья стал шёлк — натуральный и искусственный — пастельных цветов.
Сорочка как одежда для сна (нем. Betthemd) становится известной в позднее Средневековье: ранее было принято спать вообще без одежды или в той одежде, которую носили днём. Так, известно, что в Чехии впервые ночная сорочка, названная «юбкой для спальни», упоминается в 1492 году. Только вошедшие в обычай сорочки для сна повторяли покрой дневных рубах и были также больших размеров. Как и дневная сорочка, ночная оставалась привилегией только очень богатых людей. Предметом ежедневного пользования ночная сорочка становится в XIX веке. В женском костюме ещё долго для сна употреблялись дневные рубашки, дополненные тёплыми фуфайками.

## Галерея

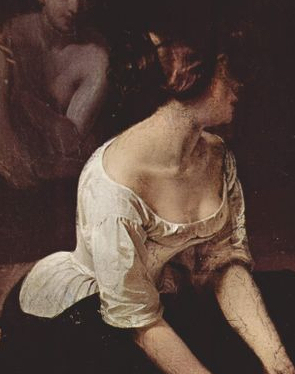
Сорочка 1830 годов; у неё есть рукава, она носится под корсетом и нижней юбкой